# مدمومة (بكيل المير)

تعديل مصدري - تعديل

مدمومة هي إحدى قرى عزلة عزمان بمديرية بكيل المير التابعة لمحافظة حجة، بلغ تعداد سكانها 74 نسمة حسب تعداد اليمن لعام 2004.